# Luxiaria noda
Luxiaria noda är en fjärilsart som beskrevs av Louis Beethoven Prout 1928. Luxiaria noda ingår i släktet Luxiaria och familjen mätare. Inga underarter finns listade i Catalogue of Life.